# Virius Gallus
Virius Gallus war ein römischer Politiker und Senator zum Ende des 3. Jahrhunderts n. Chr.
Virius Gallus gehörte dem senatorischen Stand an, wie sein Titel vir clarissimus zeigt. Im Jahr 298  war er zusammen mit Anicius Faustus Konsul und danach Verwalter (corrector) von Kampanien.
Eine Inschrift beschreibt, wie ein gewisser Gallus, identifiziert als fastorum consul (Konsul der Fasten), eine von Eufranor geschaffene Darstellung des Gottes Bacchus mit einem Gedicht und heiligen Räucheropfern ehrte. Es ist möglich, dass Virius Gallus in dieser Inschrift gemeint ist.